# Conoscere
Conoscere è una enciclopedia italiana a fascicoli per ragazzi, pubblicata dalla casa editrice Fratelli Fabbri dal 1958 al 1963 in 6 edizioni.

## Storia editoriale
Nei primi anni cinquanta il costo dei libri era tra le primarie ragioni che ostacolavano il generale assolvimento dell'obbligo scolastico. Per ovviare al problema, Giovanni Fabbri propose al ministero competente la singolare soluzione di pubblicare i libri scolastici a dispense e distribuirli attraverso le edicole, diluendo nel tempo la spesa e creando un sempre rinnovato interesse negli scolari. Il ministro dell'epoca, Giuseppe Ermini, pur valutando favorevolmente l'iniziativa, risolse di non attuarla. Fu così che la casa editrice Fabbri decise di dirottare le esperienze e le persone impiegate per quel progetto verso la realizzazione di una enciclopedia a fascicoli per ragazzi, che funzionasse da tutor agli studenti delle scuole elementari e medie che nelle famiglie potevano raramente trovare adeguato supporto.
L'idea di promuovere la cultura generale traspariva anche dall'ordine delle voci. Ogni voce occupava una o due pagine ed era riccamente illustrata a disegni. L'ordine delle voci non era né tematico né alfabetico, ma casuale: in tal modo veniva incoraggiata una lettura interdisciplinare e variata.
I principali autori delle prime edizioni furono tre giovani collaboratori di Giovanni Fabbri: Gianni Ciceri, Vito Fortunato e Nunzio Jacono.
La prima edizione del 1958, chiamata "nera" dal colore della copertina-raccoglitore, venne immediatamente accolta dal favore del pubblico, tanto che la tiratura del primo fascicolo andò subito esaurita, dimostrandosi di gran lunga insufficiente a soddisfare la domanda. L'impossibilità di aumentare la tiratura e la domanda sempre crescente fecero decidere alla Fabbri una seconda edizione per il 1959, apportando alcuni aggiornamenti e distinguendo il nuovo progetto editoriale con il colore rosso. Eguale sistema venne adottato anche negli anni successivi con la "azzurra" (1960), la "gialla" (1961), la "verde" (1962), fino a giungere all'ultima edizione del 1963, chiamata "nera lusso" e composta da 202 fascicoli, 17 dischi, 4 dizionari enciclopedici, un corso di italiano e uno di matematica. In totale furono venduti oltre 600 milioni di fascicoli. Oltre ai sopracitati corsi, ve ne era uno di lingua inglese, a dispense, con il quale si diede inizio alla divulgazione della lingua anglosassone.
L'enciclopedia Conoscere fu inizialmente venduta con il sistema "porta a porta": si chiedeva un'intervista sul campo della lettura a tutte le persone a cui si suonava il campanello, e poi anche in dispense settimanali in vendita nelle edicole.
Durante gli anni settanta ci fu una ristampa della collana che, divisa in sedici volumi, presentava una copertina di colore arancione.
Durante gli anni ottanta venne data alle stampe dalla Fabbri, per la vendita in libreria, la collana in diciannove volumi Le ricerche di conoscere, erede della precedente Conoscere.

## Edizioni italiane
- (IT) Conoscere, 1ª ed., Fratelli Fabbri Editore, 1958. Copertina color nero.
- (IT) Conoscere, 2ª ed., Fratelli Fabbri Editore, 1959. Copertina color rosso.
- (IT) Conoscere, 3ª ed., Fratelli Fabbri Editore, 1960. Copertina color azzurra.
- (IT) Conoscere, 4ª ed., Fratelli Fabbri Editore, 1961. Copertina color gialla.
- (IT) Conoscere, 5ª ed., Fratelli Fabbri Editore, 1962. Copertina color verde.
- (IT) Conoscere, 6ª ed., Fratelli Fabbri Editore, 1963. Copertina color nero lusso. 202 fascicoli, 17 dischi, 4 dizionari enciclopedici, un corso di italiano e uno di matematica.

### Ristampe
- (IT) Conoscere, Fratelli Fabbri Editore, Anni 70. Copertina color arancione. 16 volumi
- (IT) Le ricerche di Conoscere, Fratelli Fabbri Editore, Anni 80. 19 volumi.

## Distribuzione internazionale
Conoscere ha avuto versioni tradotte in diverse lingue:
- Francia: Tout l'univers - Hachette
- Israele: אנציקלופדיה תרבות -  Masada
- Paesi arabi: المعرفة - TRADEXIM S.A.
- Inghilterra: Knowledge
- Turchia: Resimli bilgi
- Spagna e America Latina: Enciclopedia Estudiantil
- Germania: Wissen
- Brasile: Conhecer
- Stati Uniti: Golden Treasury of Knowledge
- Sudafrica (Afrikaans): Kennis